# Kanelgräsfågel
Kanelgräsfågel (Bradypterus cinnamomeus) är en afrikansk fågel i familjen gräsfåglar inom ordningen tättingar. Den förekommer i bergstrakter i centrala Afrika. Beståndet anses vara livskraftigt.

## Utseende och läte
Kanelgräsfågel är en medelstor sångare med lång stjärt. Fjäderdräkten är övervägande rostbrunn, med vit strupe och ljust ögonstreck. Arten är lik skogsgräsfågel, men skiljer sig i större delen av utbredningsområdet genom mycket mer rostfärgat utseende. Kring Albertineriften, där även skogsgräsfågeln är rostbrun, urskiljer sig kanelgräsfågeln genom den tydligt avgränsade vita strupen.Lätet beskrivs som ett vresigt "tree-aat", medan sången inleds med en eller ett par ljusa toner och avslutas med en mörk drill.

## Utbredning och systematik
Kanelgräsfågeln förekommer i centrala Afrika. Den delas in i fyra underarter med följande utbredning:
- Bradypterus cinnamomeus cinnamomeus – förekommer från Etiopien till Kenya, Uganda, Burundi, Rwanda och norra Tanzania
- Bradypterus cinnamomeus cavei – förekommer i södra Sydsudan och nordöstra Uganda
- Bradypterus cinnamomeus mildbreadi – förekommer i Ruwenzoribergen (nordöstra Demokratiska republiken Kongo och sydvästra Uganda)
- Bradypterus cinnamomeus nyassae – förekommer från norra Tanzania till sydöstra Demokratiska republiken Kongo, nordöstra Zambia och Malawi

### Familjetillhörighet
Gräsfåglarna behandlades tidigare som en del av den stora familjen sångare (Sylviidae). Genetiska studier har dock visat att sångarna inte är varandras närmaste släktingar. Istället är de en del av en klad som även omfattar timalior, lärkor, bulbyler, stjärtmesar och svalor. Idag delas därför Sylviidae upp i ett flertal familjer, däribland Locustellidae.

## Levnadssätt
Kanelgräsfågeln hittas i bergstrakter i olika öppna områden som täta buskmarker, hedlandskap och skogsbryn. Den håller sig ofta dold i undervegetationen, men kan ibland ses i det öppna.

## Status och hot
Arten har ett stort utbredningsområde och en stor population med stabil utveckling och tros inte vara utsatt för något substantiellt hot. Utifrån dessa kriterier kategoriserar internationella naturvårdsunionen IUCN arten som livskraftig (LC).